# خانگچووا
خانگچووا (به لهستانی:  Hańczowa) یک روستا در لهستان است که در گمینا اوشچیه گورلیتسکیه واقع شده‌است. خانگچووا ۵۶۱ نفر جمعیت دارد.